# Para-Noord
Para-Noord è un comune (ressort) del Suriname di 6.442 abitanti.